# Leptogenys conigera
Leptogenys conigera är en myrart som först beskrevs av Mayr 1876.  Leptogenys conigera ingår i släktet Leptogenys och familjen myror. Inga underarter finns listade i Catalogue of Life.